# 貝克河
貝克河（羅馬化：Byk）是烏克蘭的河流，位於該國東部，屬於薩馬拉河的左支流，河道全長108公里，流域面積1,430平方公里，流經頓涅茨克州和第聶伯羅彼得羅夫斯克州。